# Angie Skirving
Angela Robyn Skirving (Toowoomba, 1 de febrero de 1981) es una exjugadora australiana de hockey sobre césped.

## Trayectoria
Skirving tuvo su primera participación olímpica en Sídney 2000. En el torneo derrotó en la final a Argentina y consiguió la medalla de oro.
En el año 2001 fue elegida mejor jugadora joven del mundo.